# Station Kehra
Station Kehra is een station in de Estische plaats Kehra in de gemeente Anija. Het station is geopend in 1876 en ligt aan de spoorlijn Tallinn - Narva. 

## Treinen
De volgende treinen stoppen op Station Kehra:
| Vervoerder | Treinsoort | Route                                  | Opmerkingen                                                 |
| ---------- | ---------- | -------------------------------------- | ----------------------------------------------------------- |
| Elron      | Sneltrein  | Tallinn – Ülemiste – Kehra – Aegviidu  | Stopt niet in Vesse, Kulli, Parila, Lahinguvälja en Mustjõe |
| Elron      | Sneltrein  | Tallinn – Kehra – Tapa – Narva         | Stopt niet in Vesse, Lagedi en Nelijärve                    |
| Elron      | Stoptrein  | Tallinn – Ülemiste – Kehra – Aegviidu  | Stopt op alle tussenliggende stations                       |
| Elron      | Stoptrein  | Tallinn – Kehra – Tapa – Rakvere       | Stopt op alle tussenliggende stations                       |
| Elron      | Stoptrein  | Tallinn – Kehra – Tapa – Tartu         | Stopt op alle tussenliggende stations                       |
| Elron      | Stoptrein  | Tallinn – Kehra – Tapa – Tartu – Valga | Stopt op alle tussenliggende stations                       |

## Kehra Museum
Sinds 2018 is in het stationsgebouw een lokaal museum over de geschiedenis van de stad Kehra gevestigd. Een groot deel van het museum gaat over de belangrijke rol die het station speelde tijdens het Estische tegenoffensief van de onafhankelijkheidoorlog in 1919. Het station functioneerde als militair hoofdkwartier waar vanuit alles gepland werd.
Tallinn Baltisch Station · 
Kitseküla · 
Ülemiste‎ · 
Vesse · 
Lagedi · 
Kulli · 
Aruküla · 
Raasiku · 
Parila · 
Kehra · 
Lahinguvälja · 
Mustjõe · 
Aegviidu · 
Nelijärve · 
Jäneda · 
Lehtse · 
Tapa · 
Kadrina · 
Rakvere · 
Kabala‎ · 
Sonda · 
Kiviõli · 
Püssi · 
Kohtla-Nõmme · 
Jõhvi · 
Oru · 
Vaivara · 
Narva